# Flatocerus
Flatocerus is een geslacht van rechtvleugeligen uit de familie doornsprinkhanen (Tetrigidae). De wetenschappelijke naam van dit geslacht is voor het eerst geldig gepubliceerd in 1984 door Liang & Zheng.

## Soorten
Het geslacht Flatocerus omvat de volgende soorten:
- Flatocerus brachynotus Liang, Chen & Chen, 2008
- Flatocerus chishuiensis Zheng & Li, 2006
- Flatocerus daqingshanensis Zheng & Jiang, 1998
- Flatocerus dentifemura Zheng, 2003
- Flatocerus guizhouensis Wang, 1992
- Flatocerus hainanensis Liang & Zheng, 1988
- Flatocerus nankunshanensis Liang & Zheng, 1984
- Flatocerus nigrifemura Zheng, Zhang & Zeng, 2011
- Flatocerus nigritibialis Zheng, Bai & Xu, 2011
- Flatocerus wuyishanensis Zheng, 1991